# روبرت باور (لاعب كريكت)
روبرت باور (بالإنجليزية: Robert Power)‏ (1833 في جمهورية أيرلندا - 4 نوفمبر 1914 بملبورن في أستراليا) هو لاعب كريكت أسترالي. لعب مع فريق فكتوريا للكريكت.

## وصلات خارجية
- روبرت باور على موقع إي آس بي آن كريك إنفو (الإنجليزية)